# مجلس الماس العالمي
مجلس الماس العالمي هو منظمة تمثل سلسلة قيمة الماس بأكملها بما في ذلك ممثلين عن تعدين الماس وتصنيعه وتجارته وتجارة التجزئة. تأسس المجلس في يوليو 2000 وتم تفويضه بوضع استراتيجيات لمكافحة استخدام عائدات الماس التي تستخدم لصالح قوات المتمردين المنخرطة في الصراع.
في ديسمبر 2000، اعتمدت الجمعية العامة للأمم المتحدة قرارًا تاريخيًا يدعم إنشاء نظام دولي لإصدار الشهادات للماس الخام. بحلول نوفمبر 2002، أسفرت المفاوضات بين الحكومات وصناعة الماس الدولية ومنظمات المجتمع المدني عن إنشاء نظام عملية كيمبرلي لإصدار الشهادات. تحدد وثيقة نظام شهادات المنشأ متطلبات التحكم في إنتاج الماس الخام وتجارته. ودخل نظام اتفاقية كيمبرلي حيز التنفيذ في عام 2003، عندما بدأت الدول المشاركة في تنفيذ قواعده.
يُنسب إلى نظام اتفاقية كيمبرلي لإصدار الشهادات دوره في تقليص «ماس الصراع» بشكل كبير إلى أقل من 1٪ من إنتاج الماس العالمي اليوم.
المجلس العالمي للماس له تمثيل في جميع مجموعات عمل عملية كيمبرلي وله تأثير في تحديد تنفيذها والإصلاحات المستقبلية.
تم إنشاء المجلس في يوليو 2000 في أنتويرب ببلجيكا بعد اجتماع مشترك للاتحاد العالمي لبورصات الماس، الذي يمثل جميع مراكز تجارة الماس الهامة في العالم، والاتحاد الدولي لمصنعي الماس، الذي يمثل كبار المصنعين. الرئيس المؤسس هو إيلي إزاكوف، الذي شغل المنصب حتى يوليو 2013.
أعضاء الميثاق هم الاتحاد العالمي لبورصات الماس والاتحاد الدولي لمصنعي الماس والاتحاد الدولي للمجوهرات.
المجلس، ومقره في الولايات المتحدة، يقوده حاليًا الرئيس ستيفان فيشلر من أنتويرب.

## روابط خارجية
- الموقع الرسمي
- Diamondfacts.org
- الاجتماع السنوي الخامس لمجلس الماس العالمي
- wfdb.com (PDF)